# Meester van de Barbaralegende

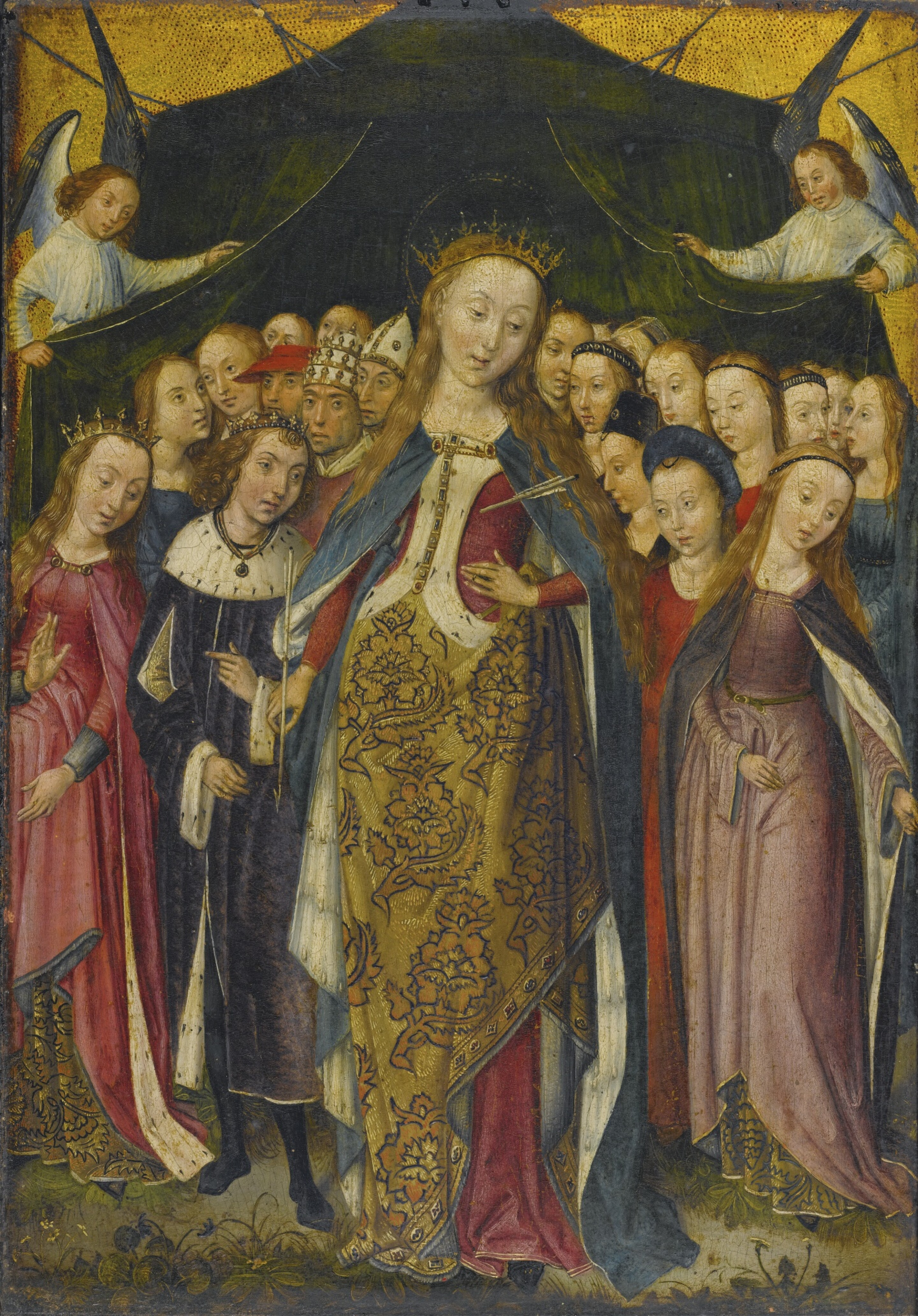
De heilige Ursula en de elfduizend maagden, ca. 1475

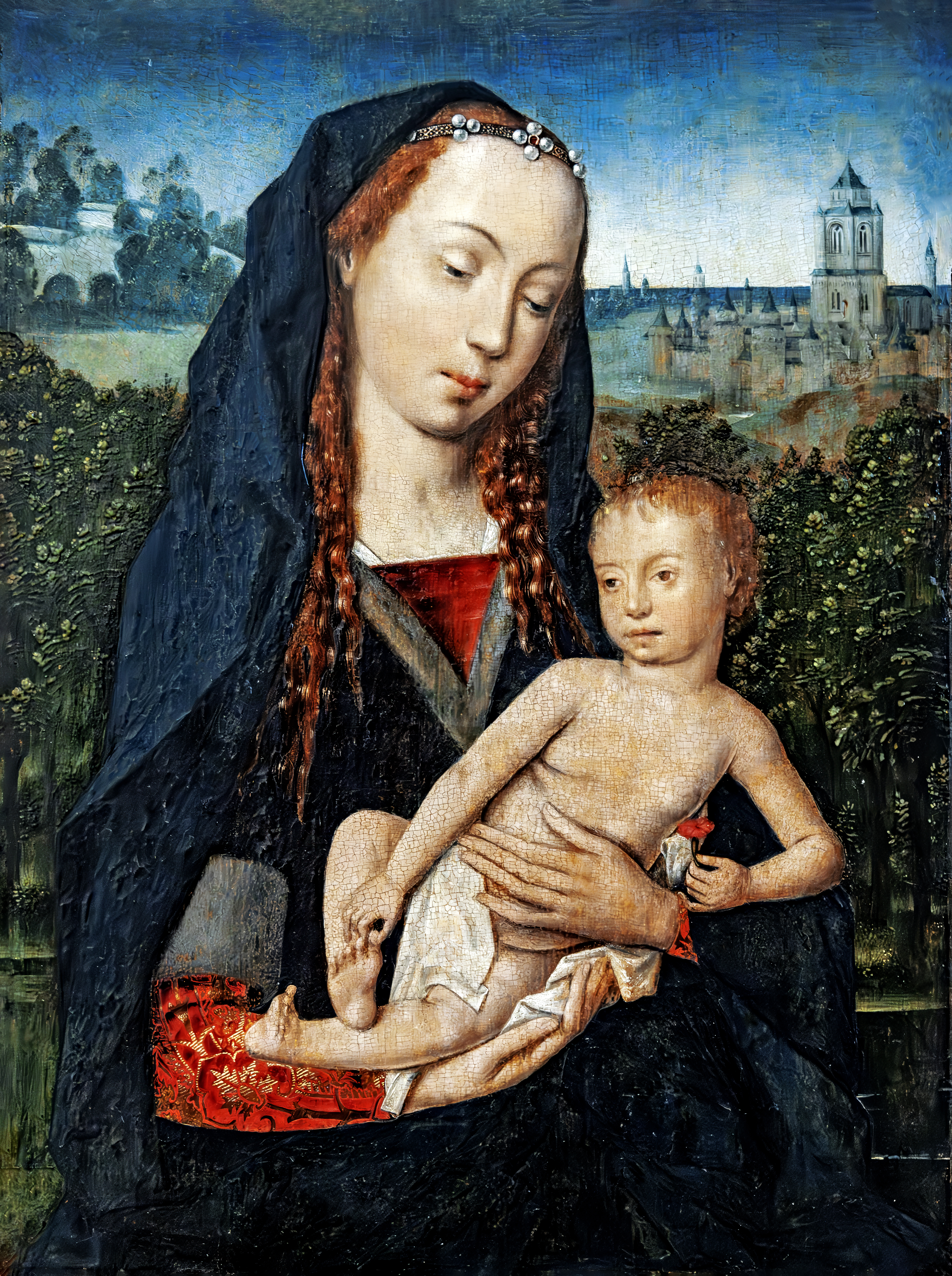
Madonna en Kind, ca. 1475, Museo Correr

De Meester van de Barbaralegende is de noodnaam die gegeven wordt aan een anoniem gebleven Zuid-Nederlands schilder uit de eerste generatie na Rogier van der Weyden.

## Leven en werk
Hij was werkzaam tussen 1470 en 1500. De meester, een geestesgenoot van de Meester van Sinte-Goedele, was duidelijk beïnvloed door Rogier van der Weyden en heeft samengewerkt met de Meester van de Catharinalegende, wat toelaat te veronderstellen dat hij werkzaam was in Brussel. De verteltrant in zijn werk sluit dan weer aan bij de Meester van de Ursulalegende en de Meester van de Legende van de heilige Lucia, beiden werkzaam in Brugge. Hoogewerff identificeerde deze kunstenaar als een ingeweken Noord-Nederlandse artiest, maar volgens Toussaint gaat het om een Brusselse schilder die zijn opleiding kreeg bij de Meester van Sinte-Goedele. De toeschrijvingen aan deze meester blijven tot op vandaag problematisch.
De werken van deze meester werden voor de eerste maal gegroepeerd door Max Jakob Friedländer die de meester zijn naam gaf naar het middenpaneel van een triptiek met het leven van de H. Barbara dat zich nu bevindt Koninklijke Musea van Schone Kunsten te Brussel. Het linkerluik bevindt zich in het H. Bloedmuseum in Brugge. Het andere basiswerk waarop Friedländer zich baseerde is een altaarstuk met het Martelaarschap van de Heilige Crispinus en Crispianus.  Het middenpaneel van dit werk wordt bewaard in het Muzeum Narodowe w Warszawie in Warschau, twee buitenluiken bevinden zich in het Stedelijk Museum in Brussel en de twee andere buitenluiken in het Gosudarstvennyj muzej A.S. Puškina in Moskou.

## Identificatie
Tegenwoordig wordt deze meester geïdentificeerd als Aert van den Bossche of de Meester van de legende van de HH. Crispinus en Crispianus op basis van overeenkomsten tussen zijn eponiem werk en de Legende van de HH. Crispinus en Crispianus. Friedländer schreef dit werk nog toe aan de Barbara-meester, maar in documenten van het Brusselse schoenmakersgilde ontdekte men dat Aert van den Bossche de opdracht had gekregen. Andere kunsthistorici verwerpen deze hypothese omwille van de grote verschillen in kwaliteit tussen beide vergeleken werken. Anderen zien dan weer verschillende handen in het werk van de meester en zien Aert van den Bossche als een van de medewerkers van het atelier dat de Legende van de H. Barbara creëerde.

## Toeschrijvingen
Deze lijst van toegeschreven werken komt uit de catalogus Anonieme Vlaamse Primitieven. Andere toeschrijvingen kan men vinden op KIK-IRPA en RKD; zie bij weblinks.

### Anonieme Vlaamse Primitieven
- Triptiek met het leven van de H. Barbara
  - Middenpaneel, Brussel, Koninklijke Musea van Schone Kunsten[12]
  - Linkerluik, Brugge, H. Bloedmuseum[13]
  - Ontwerptekening linkerhelft middenpaneel, New York, Pierpont Morgan Library[14]
  - Ontwerptekening rechterhelft middenpaneel en verdwenen rechterluik, Parijs, Louvre
- Martelaarschap van de Heilige Crispinus en Crispianus, ca. 1490-1500
  - Middenpaneel, Warschau, Muzeum Narodowe w Warszawie
  - Twee buitenluiken, Brussel, Stedelijk Museum in Brussel
  - Twee buitenluiken, Moskou, Gosudarstvennyj muzej A.S. Puškina
- Strijd van Hendrik II tegen de ongelovigen, Münster, Landesmuseum für Kunst und Kulturgeschichte
- Keizerskroning van Hendrik II, Nürnberg, Germanisches Museum
- De prediking van een heilige, Princeton Univerity, The Art Museum
- Epitaaf van Janne Colijns, (kloosterzuster van de vroegere Norbertijnerabdij van Sint Niklaas bij Veurne), Berlijn (Dahlem), Staatliche Museen zu Berlin
- Rechterluik van de Triptiek met de Mirakels van Christus, 2e helft 15e eeuw, Melbourne, National Gallery of Victoria

### Andere
- De H. Ursula met de elfduizend maagden, Privécollectie,[15]
- Vleugels van een triptiek, ca. 1480, Metropolitan Museum of Art, New York[16]
  - Boodschapper van Abner bij David
  - De Koningin van Sheba brengt geschenken aan Salomon
  - Annunciatie, achterzijde van bovenstaande
- Dubbelportret van een man en een vrouw, ca. 1470, Banbury (Warwickshire), Upton House
- De H. Augustinus offert aan een afgod van de Manicheeërs?, ca. 1480, Koninklijk Kabinet van Schilderijen, Den Haag
- Triptiek met de Verzoeking van Eva, privécollectie
- Annunciatie, privécollectie
- Visitatie en legende van de stichting van Maria ter sneeuw in Rome, ca. 1480-1490, Keulen, Wallraf-Richartz-Museum
- Taferelen uit het Leven van een Heilige, 1480-1510, National Gallery of Ireland, Dublin
- Taferelen uit het Leven van een Heilige, 1476-1500, Rijksmuseum, Amsterdam
- Aanbidding van de Wijzen, ca. 1480, Rome, Casa Colonna
- Jobaltaarstuk, 1470-1500, de Meester van de Barbaralegende en medewerker,Wallraf-Richartz-Museum, Keulen

## Weblinks
- (nl)  BALaT KIK-IRPA KIK-IRPA afbeeldingen van toegeschreven werken
- (en) Boodschapper van Abner bij David
- (nl)  RKD Biografische gegevens.[17]
- (en)  Werken van de meester op BBC-Your paintings.

- Gemeinsame Normdatei: 125004265
- RKD-Nederlands Instituut voor Kunstgeschiedenis: 53620
- Union List of Artist Names: 500016307
- Virtual International Authority File: 70777933